# 大雪山无心菜
大雪山无心菜（学名：Arenaria nivalomontana）是石竹科无心菜属的植物，为中国的特有植物。分布在中国大陆的云南等地，生长于海拔2,900米的地区，多生在山坡，目前尚未由人工引种栽培。

## 别名
里瓦弄无心菜（中国高等植物图鉴补编）